# Moclín
Moclín (von arab. Al-Muqlin) ist ein Ort in der andalusischen Provinz Granada in Südspanien, etwa 30 km von Granada entfernt. Das Dorf mit seiner auf einer Hügelkuppe liegenden Burg ist von Granada (konkret vom Albaicín) aus zu sehen.

## Geographie
Moclín liegt auf einem Berg in der Comarca de Loja, oberhalb des Ortes Olívares. Traditionell lebt der Ort vom Anbau von Weizen und Oliven, versucht aber inzwischen, auch aufgrund seiner spektakulären Landschaft (zu erwähnen wäre die Garganta del Gollizno durch die der Río Velillos fließt) auch ein Ziel des Landschafts- und Wandertourismus zu werden.

## Geschichte
Frühe Zeugnisse menschlicher Anwesenheit (paläolithische Malerei) findet man in der Höhle Cueva de Malalmuerzo.
Von einzelnen Verfassern wird Moclín mit der von 'Abdallāh ibn Buluggīn beschriebenen Burg Belillos, welche gemeinsam von Truppen Alfons’ VI. und der 'Abbādiden von Sevilla im Territorium der Taifa von Granada errichtet wurde, gleichgesetzt. Ursache dieser Vermutung ist die Nähe des Flusses Velillos.
Sicher ist jedoch die spätere Rolle der Burg von Moclín im Verteidigungssystem des naṣridischen Emirats von Granada, welches der Burg Titel wie Schild Granadas oder Schlüssel zur Vega einbrachte.
1280 war der Ort Schauplatz einer Schlacht, die als Desaster von Moclín in die spanische Geschichtsschreibung eingegangen ist, mit Kastilien unter Alfons X. und dem Santiagoorden auf der einen und dem Sultanat von Granada auf der anderen Seite.
1486 wurde der Ort im Zusammenhang mit der Guerra de Granada (1482–1492) von den Christen erobert, nachdem es den Christen gelungen war, den Pulverturm der Burg in die Luft zu sprengen. Dies wurde in einer Schnitzerei des Chorgestühls der Kathedrale von Toledo festgehalten.

## Sehenswürdigkeiten
Moclín ist ein kleiner Ort. Sehenswürdigkeit ist Castillo de Moclín – die Burg mit ihrem doppelten Mauerring. Im unteren Bereich der Burg befindet sich die Kirche Cristo del Paño. Von Moclín aus kann man den wunderschönen Blick auf die Vega de Granada mit der Sierra Nevada im Hintergrund genießen.

## Einzelnachweise

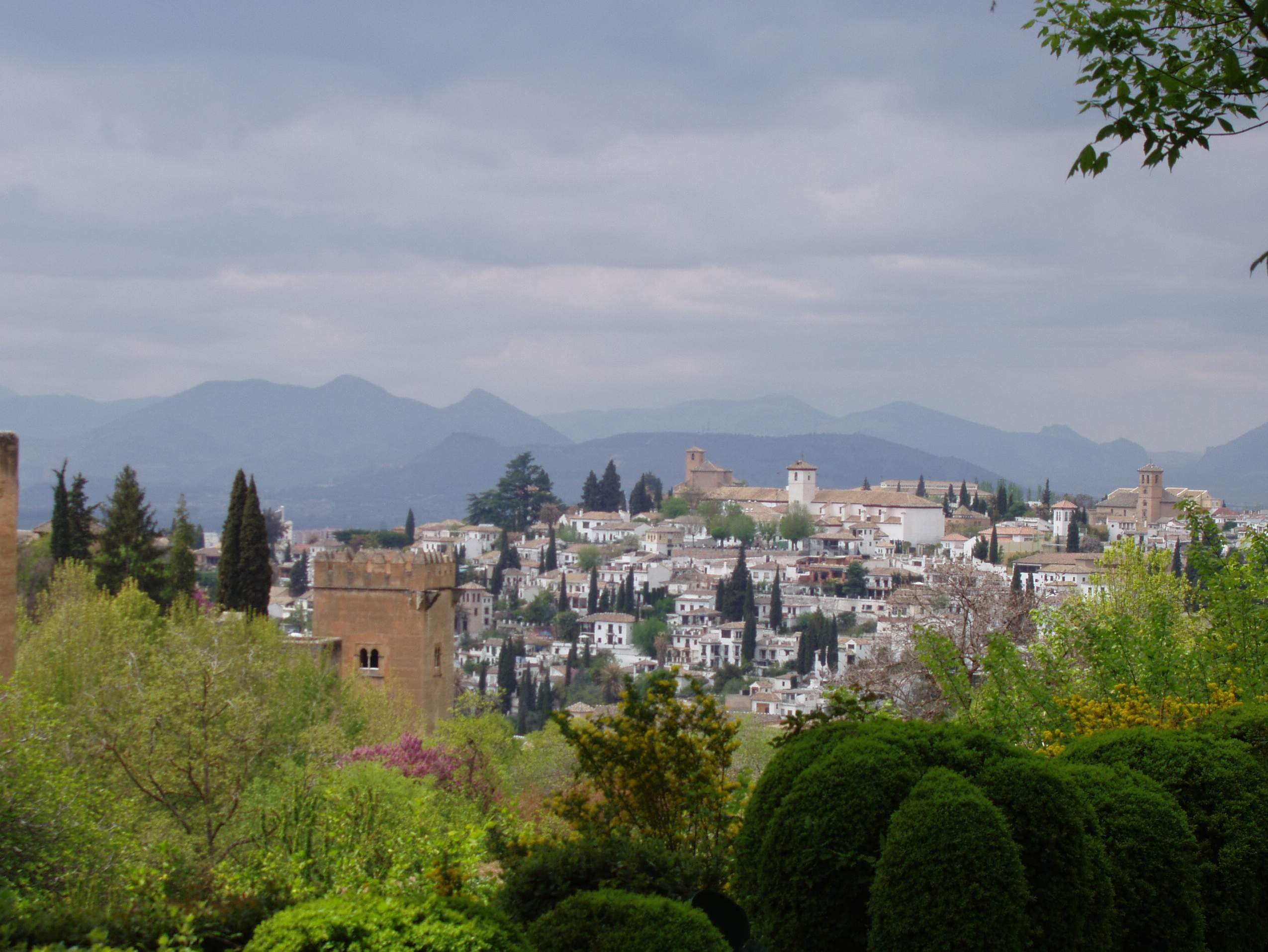
Der Albaicín von der Alhambra aus gesehen. Zwischen den Kirchen San Nicolás (links) und San Salvador (rechts) sieht man den niedrigen Turm der neuen Moschee (2003). Über dem Minarett, im Hintergrund: Moclín